# Expédition canadienne dans l'arctique

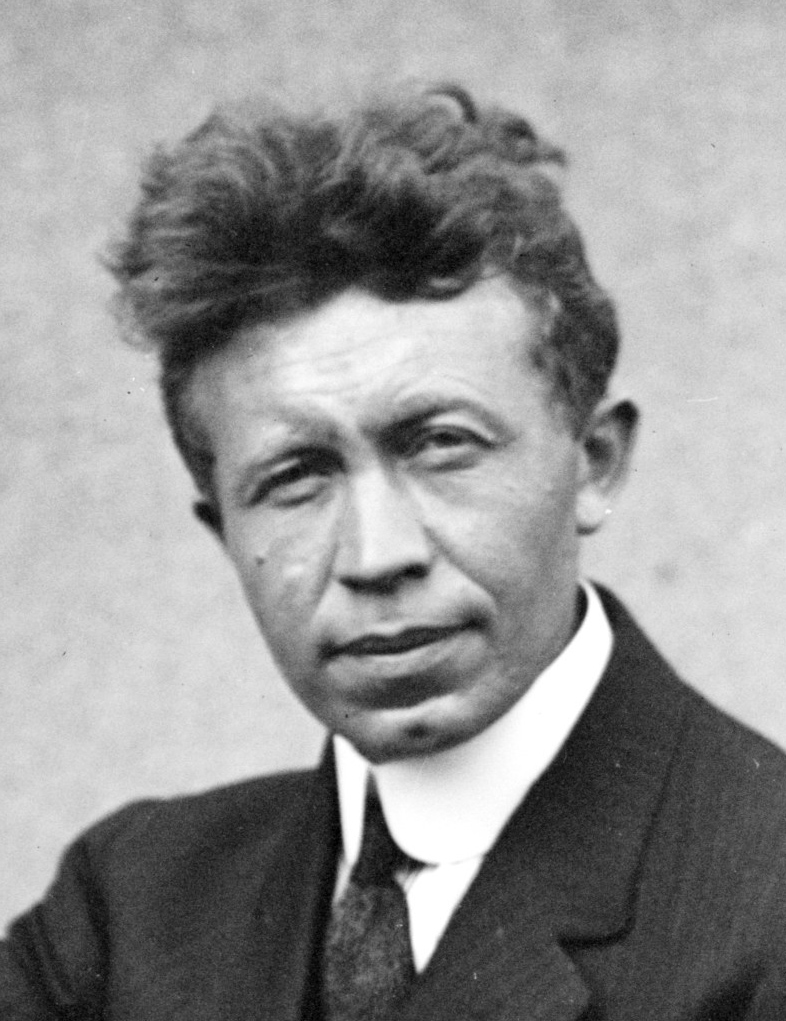
Vilhjalmur Stefansson.

L'Expédition canadienne dans l'arctique (en anglais : Canadian Arctic Expedition 1913–1916) est une expédition scientifique canadienne menée dans le cercle Arctique entre 1913 et 1916 par Vilhjalmur Stefansson, grâce à des fonds du gouvernement du Canada.
L'expédition est notamment connue pour le naufrage du navire principal de l'expédition, le Karluk, et les épisodes ultérieurs auxquels les rescapés doivent alors faire face.

Le dernier voyage du Karluk :
Voyage aller du Karluk
Dérive du Karluk
- Marche de l'équipe du Karluk
- Voyage de Bartlett